# رامز عنخ آمون
رامز عنخ آمون هو برنامج مقالب مصري عُرض في رمضان 1434 هـ - 2013 م يقدمه الفنان رامز جلال وتقوم فكرته على إخافة الضيف بحيث يتم خداعه  بأنه يزور مقبرة ساحر يدعى سيلفرو لتنشيط السياحة في مصر وعند دخول المقبرة يتم غلق بابها ويبدأ الصراع بينه وبين الخفاش و الثعبان والمومياء التي يتفاجئ الضيف بأنها رامز جلال.

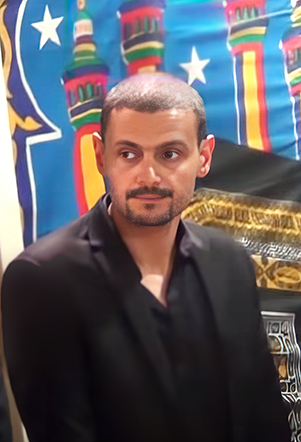
رامز جلال مُعد ومُقدم البرنامج

## الضيوف
| الحلقة | الضيف                   |
| ------ | ----------------------- |
| 1      | خالد عجاج               |
| 2      | نشوى مصطفى              |
| 3      | محمد هنيدي              |
| 4      | أحمد بدير               |
| 5      | وفاء عامر               |
| 6      | نجلاء بدر               |
| 7      | محمد رجب                |
| 8      | محمد نجم                |
| 9      | هيفاء وهبي              |
| 10     | هيفاء وهبي الجزء الثاني |

| الحلقة | الضيف          |
| ------ | -------------- |
| 11     | طلعت زكريا     |
| 12     | روجينا         |
| 13     | فاروق الفيشاوي |
| 14     | مظهر أبو النجا |
| 15     | نيللي كريم     |
| 16     | سعد الصغير     |
| 17     | مها أحمد       |
| 18     | أحمد السعدني   |
| 19     | إنجي علي       |
| 20     | سليمان عيد     |

| الحلقة | الضيف                |
| ------ | -------------------- |
| 21     | حنان مطاوع           |
| 22     | أوكا وأورتيجا وشحتة  |
| 23     | دنيا عبد العزيز      |
| 24     | محمد بركات وسيد معوض |
| 25     | هياتم                |
| 26     | أسامة منير           |
| 27     | إيمان العاصي         |
| 28     | لاميتا فرنجية        |
| 29     | عبد الله مشرف        |
| 30     | أبو الليف            |

## روابط خارجية
- صفحة البرنامج في موقع دليل السينما